# Photinia mexicana
Photinia mexicana är en rosväxtart som först beskrevs av Henri Ernest Baillon, och fick sitt nu gällande namn av William Botting Hemsley. Photinia mexicana ingår i släktet Photinia och familjen rosväxter. Inga underarter finns listade i Catalogue of Life.